# 오지은 (가수)
오지은(1981년 9월 20일 ~ )은 대한민국의 여성 인디 싱어송라이터이다. 일본 만화의 번역 활동도 해, 《커피 한잔 더》와 《토성 맨션》을 번역했다. 2014년 1월 4일에는 대한민국의 아카펠라 그룹인 스윗소로우의 멤버인 성진환과 결혼했다.

## 학력
- 고려대학교 서어서문학

## 내력
- 2006년, 음악 듀오 heavenly로 공연 활동을 시작했으며, 같은 해 〈love song〉이란 곡으로 《제17회 유재하 음악경연대회》에서 동상을 수상했다.
- 2007년 1월 26일, 1번째 정규 음반인 《지은》을 발매했다.
- 2009년 4월 22일, 2번째 정규 음반인 《지은》을 발매했다.
- 2010년, 기타팝 밴드 오지은과 늑대들(기타 정중엽, 건반 박민수, 드럼 신동훈, 베이스 박순철)을 결성해, 7월 20일 디지털 싱글을 공개했다.
- 2013년 5월 14일, 3번째 정규 음반인 《3》을 발매했다.

## 음반 목록

### 정규 음반
1. 1집 - 《지은》 (2007년 1월 26일)
2. 2집 - 《지은》 (2009년 4월 22일)
3. 3집 - 《3》 (2013년 5월 14일)

### 비정규 음반
1. Winter Night (Single) (2008년 12월 24일)
2. 미리듣기 (오지은과 늑대들) (Single) (2010년 7월 20일)
3. NONE (Single) (2019년 5월 9일)

### 프로젝트 그룹 (음반)
1. 오지은과 늑대들 : 1집 오지은과 늑대들 2010-12-16
2. 오지은서영호 : 작은 마음 2016-04-28

### 참가 음반
- 다이시 댄스 《Spectacle.》 (2009-10-07)

9. Journey To The Sky feat. Oh Jieun
- 남과 여... 그리고 이야기 (2009-03-16)

3. 소리벽
- 순정만화 O.S.T (2008-12-02)

3. 이게 바로 사랑일까?
- 남과여...그리고 이야기 #3. 소리벽 (2008-11-20)

1. 소리벽 이지형
- 순정만화 O.S.T (Digital Single) (2008-11-10)

2. 이게 바로 사랑일까?
- 이야기 해주세요[1] (2012-08-21)

3. 누가너를 저 높은 곳에 올라가도록 만들었을까
- VOY meet girl (2011-12-27)

3. 바람의 노래

## 저서
- 《홋카이도 보통열차》[2] (2010년)
- 《익숙한 새벽 세시》[3] (2015년)
- 《이런 나라도 즐겁고 싶다》 (2018년)